# TRADITIONAL BEST
『TRADITIONAL BEST』（トラディショナル ベスト）は、 EXILE ATSUSHIのベスト・アルバム。2019年4月30日にrhythm zoneから発売。

## 概要
「日本の心」をテーマとしたベスト・アルバムで、ソロ名義では初となるベスト・アルバム。ATSUSHIの39歳の誕生日である2019年4月30日に発売された。
「CD+DVD」「CD」の2形態でリリースされ、初回限定盤はスリーブ仕様となっている。
CDには、唱歌「ふるさと」、カバー曲「愛燦燦」、オリジナル曲「願い」やコラボ曲など全15曲を収録。DVDには、ミュージック・ビデオ10作品が収録されている。
3月25日にアートワークなどが公開された。ジャケットは、桜の花びらでハートをあしらったデザインとなっている。
2019年5月13日付のオリコン週間アルバムランキングで最高6位を獲得。同日付のBillboard JAPAN Top Albums Salesでは、当週20,558枚を売り上げて首位を獲得した。

## 収録曲

### CD
1. ふるさと -C.BECHSTEIN ver.- [3:14]
（作詞：高野辰之 / 作曲：岡野貞一 / 編曲：pochi）
  - EXILE ATSUSHI & 辻井伸行名義のシングル『それでも、生きてゆく』のカップリング曲のアルバム・バージョン

唱歌のカバー。「C.BECHSTEIN」（ベヒシュタイン）とは、レコーディングに使用されたピアノの名前[6]。
2. 赤とんぼ [2:43]
（作詞：三木露風 / 作曲：山田耕筰）
EXILE ATSUSHI & 久石譲名義のシングル『懺悔』のカップリング曲
童謡のカバー。
3. 道しるべ [3:46]
（作詞・作曲：ATSUSHI / 編曲：中野雄太）
  - 4thシングル
4. それでも、生きてゆく [3:37] / EXILE ATSUSHI & 辻井伸行 
（作詞：ATSUSHI / 作曲：辻井伸行）
5. 懺悔 [5:20] / EXILE ATSUSHI & 久石譲
（作詞：ATSUSHI / 作曲・編曲：久石譲）
6. 天音 [5:17] / EXILE ATSUSHI & 久石譲
（作詞：ATSUSHI / 作曲・編曲：久石譲）
  - 配信限定シングル
7. 煌きの歌 [4:32]
（作詞・作曲：ATSUSHI / 編曲：ATSUSHI, Yoshimasa“JERRY”Hirota）
  - 4thシングル『道しるべ』のカップリング曲
8. 愛燦燦 [5:16]
（作詞・作曲：小椋佳 / 編曲」：武部聡志）
  - 5thシングル『青い龍』のカップリング曲

美空ひばりのカバー曲。
9. 糸 -TRADITIONAL BEST ver.- [4:16]
（作詞・作曲：中島みゆき / 編曲：武部聡志）
  - 8thシングル『Beautiful Gorgeous Love』のカップリング曲のアルバム・バージョン

中島みゆきのカバー曲。
10. 言葉にできない [4:20]
（作詞・作曲：小田和正 / 編曲：中野雄太）
  - 1stアルバム『Solo』収録曲

オフコースのカバー曲。
11. 桜の季節 [5:23]
（作詞・作曲：ATSUSHI, マシコタツロウ / 編曲：中野雄太）
  - 7thシングル
12. この道 [3:19]
（作詞：北原白秋 / 作曲：山田耕筰 / 編曲：武部聡志）
  - HIGH BROW CINEMA配給映画『この道』主題歌[7]

童謡のカバー。
ATSUSHIに3年間密着したドキュメンタリー映像で構成されたミュージック・ビデオが制作されている[8]。
13. 道しるべ -Orchestra ver.- [3:47]
（作詞・作曲：ATSUSHI / 編曲：中野雄太）
3rdアルバム『Love Ballade』収録曲
4thシングルのオーケストラ・バージョン
14. 童神 [5:29]
（作詞：古謝美佐子 / 作曲：佐原一哉 / 編曲：pochi）
古謝美佐子のカバー曲。
15. 願い -Album ver.- [4:10]
（作詞：ATSUSHI / 作曲：Arno Lucas, Jerome Dufour, Fabrice Haddad, 佐野健二）
  - 1stアルバム『Solo』収録曲

EXILEの33rdシングル『FANTASY』収録曲のアルバム・バージョン。

### DVD
1. ふるさと (Music Video)
2. 道しるべ (Music Video)
3. それでも、生きてゆく (Music Video)
4. 懺悔 (Music Video)
5. 天音 (Music Video)
6. 煌きの歌 (Music Video)
7. 愛燦燦 (Music Video)
8. 桜の季節 (Music Video)
9. この道 (Music Video)
10. 願い (Music Video)